# Lechenaultia papillata
Lechenaultia papillata är en tvåhjärtbladig växtart som beskrevs av D.A. Morrison. Lechenaultia papillata ingår i släktet Lechenaultia och familjen Goodeniaceae. Inga underarter finns listade i Catalogue of Life.